# Радиоелектроника
Радиоелектрониката е област от науката и техниката, чиято основна цел е да изучава и използва електрическите заряди във вакуум, газова среда или проводник, свързани преди всичко с информационни процеси. 
Изучаването и създаването на радиотехнически средства за излъчване, разпространение на електромагнитните вълни и приемането им на далечно разстояние от източника, са постижения получили бързо развитие именно чрез откритията на електрониката, чието начало е създаването на радиолампите през 1904 г. Двете приложни науки радиотехника и електроника, като се допълват взаимно чрез научни експерименти, открития и разработка на технически средства, създават условия за манипулиране, обработка и пренос на информация. Чрез техническите средства на радиоелектрониката, информацията от всякакъв характер може да бъде превърната от електронни вериги в електрически сигнали и да бъде излъчена от предавател, а след преноса ѝ на разстояние, приетите в приемник електрически сигнали да се обработят и преобразуват отново в информационни масиви, или управляващи въздействия. Чрез техническите средства на радиоелектрониката е възможно реализирането на информационните технологии за обмен на съобщения и осъществяване на телекомуникация на значителни разстояния.

## Същност на радиоелектрониката
Радиоелектронните устройства и създадените с тях системи, се изграждат от електронни вериги с възможности да работят в различни честотни обхвати и да обработват аналогови и цифрови електрически сигнали. Активните елементи, които реализират обработката на информационните масиви, се изграждат от електронни (електронна лампа), полупроводникови, оптикоелектронни или елементи на квантовата електроника в съчетание с други пасивни градивни елементи. Пасивните елементи създават и осигуряват работните режими на активните елементи, реализират радиотехническите вериги като технически решения за предаване на електрическите сигнали и участват в тяхното формиране. Основното изискване към радиотехническата верига е да не променя формата на сигнала, защото с това се променя съдържанието на носената информация, т.е. да обработва електрическите сигнали без изкривявания и при минимален разход на енергия. При тези условия радиоелектронните устройства осъществяват усилване, генериране, модулиране, демодулиране и др., чрез което се постига висока ефективност и надеждност, чувствителност и избирателност и високо качество на възпроизвеждането на предадената и приета информация от радиоелектронната апаратура. Всички активни и пасивни елементи се свързват в принципни електрически схеми по определен начин, за да изпълняват определени функции при обработката, пренасянето на информация по проводници, чрез оптични средства или ефирно чрез електромагнитни вълни, до предлагането ѝ в приемлив вид за директно ползване или управление на автоматизирани средства и системи, понякога разположени на значителни разстояния.

## Използвани основни понятия
Необходимо е да се направи уточняване на някои понятия използвани в Радиоелектрониката.
- Електрическа верига е съвкупност от свързани елементи и устройства, в които протичат електрически процеси. Електрическата верига може да бъде със съсредоточени или разпределени параметри, да бъде линейна или нелинейна. [2] Това е понятие, под което в най-тесен смисъл се разбира верига, използвана за целите на енергетиката.
- Радиотехническа верига също е електрическа верига, но предаваната по нея енергия (електрически сигнал) е носител на информация. Характерното за радиотехническата верига е, че манипулираните от нея сигнали управляват локалните източници на енергия и трансформират тази външна енергия в електрически сигнали с ново качество – мощност, амплитуда, преобразуване др. [3]
- Радиоелектронната верига може да се разглежда като сбор от радиотехнически вериги и в нея протичат сложни процеси. Физическите принципи на работа на радиоелектронните устройства и реализирането им като преобразователи и ефективното използване на захранващата енергия, е само едно направление в радиоелектрониката. При създаването на радиоелектронна верига като цяло, основното е обработката и пренасянето на информация. Като пример за електронна верига може да се разглежда един усилвател, генератор, смесител или демодулатор. Изработените от такива електронни вериги (стъпала, каскади) радиоприемници или телевизори, също са радиоелектронни вериги, но със значителна сложност. [1]

## Електронни устройства
- Усилватели изпълнени по схеми с различни активни електронни елементи - електронни лампи, транзистори и др., в т.ч. диференциални и операционни усилватели;
- Генератори на електрически трептения;
- Модулатори, демодулатори и детектори;
- Електрически филтри, в т.ч. активни и цифрови филтри;
- Токоизправители;
- Стабилизатори на постоянни напрежения;

## Приложение
Изделията на радиоелектрониката намират приложение в различни области от комуникационната техника като:
- Телевизионно и радиоразпръскване;
- Радиопеленгатори, радионавигация;
- Радиокомуникации;
- Дистанционно радиоуправление на апарати и процеси;
- Радиолокация;
- Радиорелейни линии;
- Технически средства за измерване и визуализация на параметри на електрическите сигнали, параметри на радиотехнически сигнали или друг вид параметри (скоростни, механични, хидравлични и др.), трансформирани в електрични и предадени на разстояние.

## Обучение
Висшите технически училища в България провеждат обучение на студентите си по Радиолектроника като специалност или специализация. Обучението като обем и квалификация пряко е насочена към конкретните потребности, свързани с професионалната подготовка и бъдещото използване на получените знания.
- Техническият университет в София най-широко разгръща обучението на студенти във Факултет Радиоелектроника (от 1963 до 1987 г.), когато поради бързото развитие на електрониката и комуникационната техника се налага разделянето на факултета и създаването на нови факултети и специализации в тази бързо развиваща се област.
- Висше Военно Въздушно Училище „Георги Бенковски“ обучава курсанти и студенти по специалности „Радио-оборудване“ и „Авиационна електроника“.
- Обучение по Радиоелектроника се провежда в Русенски университет „Ангел Кънчев“ и Технически университет Габрово;
- Националният военен университет „Васил Левски“ Велико Търново провежда обучение чрез факултет „Комуникационно-информационни системи“. Висше военноморско училище „Н.Й.Вапцаров“ провежда обучение във факултет „Навигационен“ чрез специализацията „Корабна радиоелектроника“;
- Обучение по основи на радиоелектрониката провеждат Софийски университет „Св. Климент Охридски“ към специалността „Комуникации и физична електроника“. Пловдивският университет „Паисий Хилендарски“ предлага обучение на студентите по радиоелектроника, свързано с техническите средства за „Аудивизуални и информационни технологии на обучение“.